# 克拉克角
66°33′S 123°55′E / 66.550°S 123.917°E
克拉克角（英語：Clark Point）是南極洲的海岬，位於威爾克斯地，處於保爾丁灣入口處的東部，該海岬根據美國海軍拍攝的空中照片繪入地圖，現時由南極條約體系管理。